# Lepista
Genre

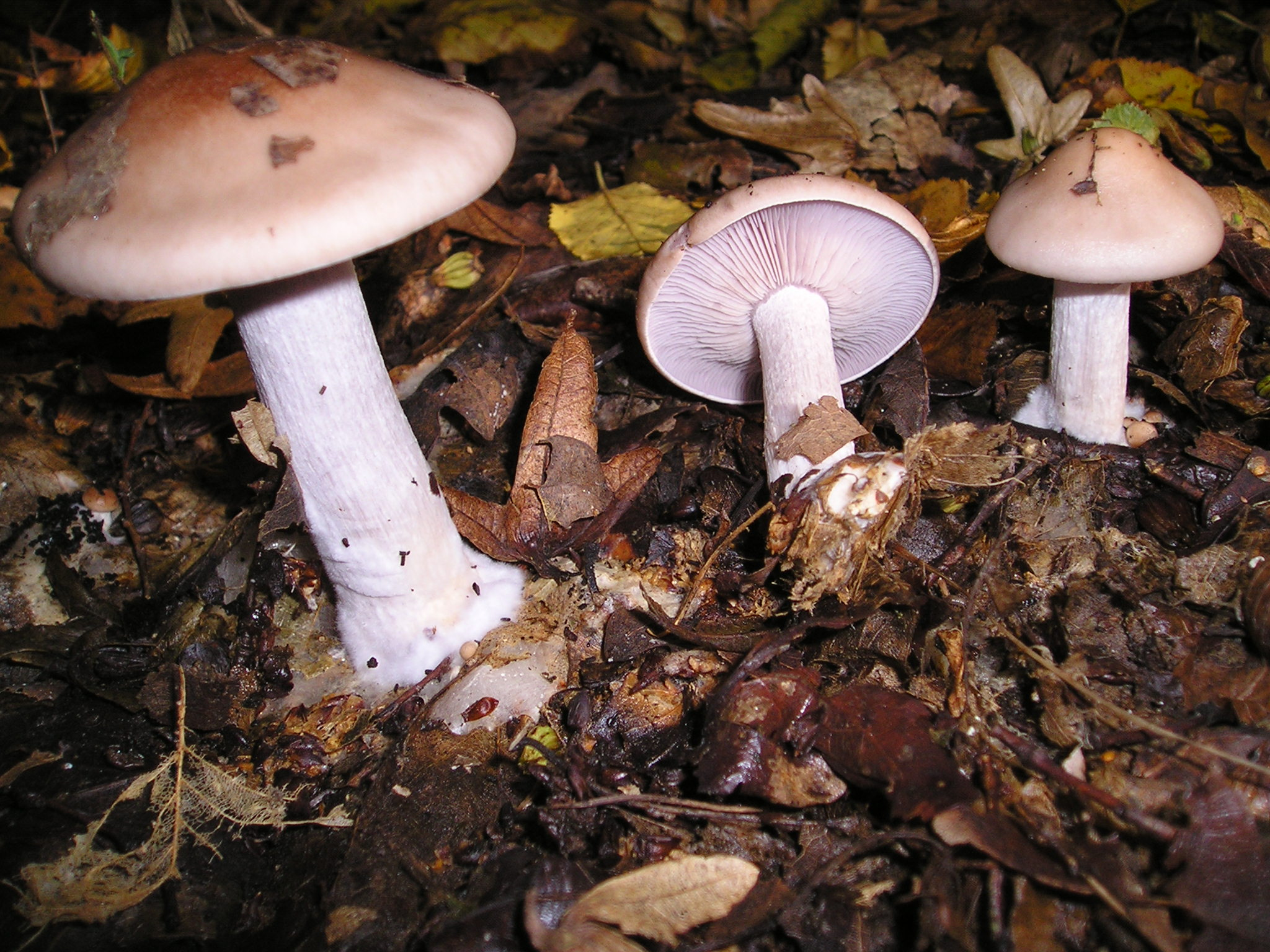
Lepista glaucocana.

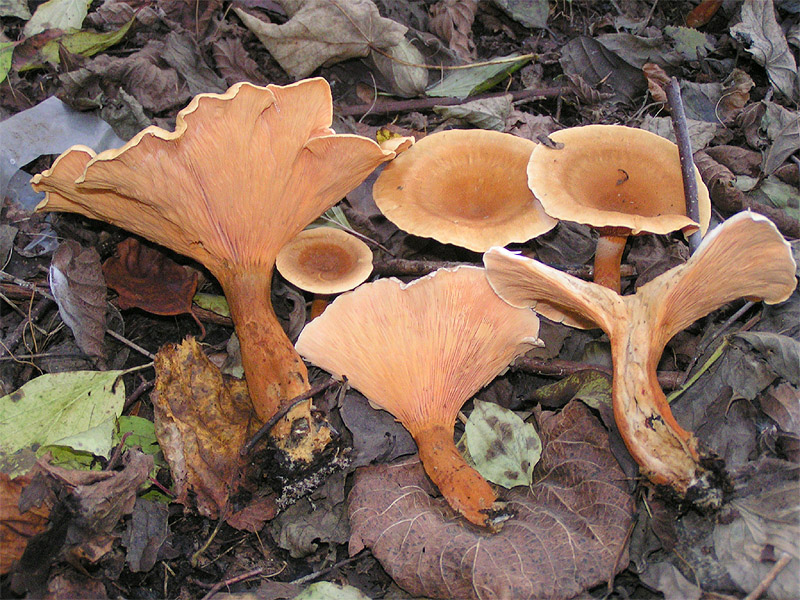
Lepista flaccida.

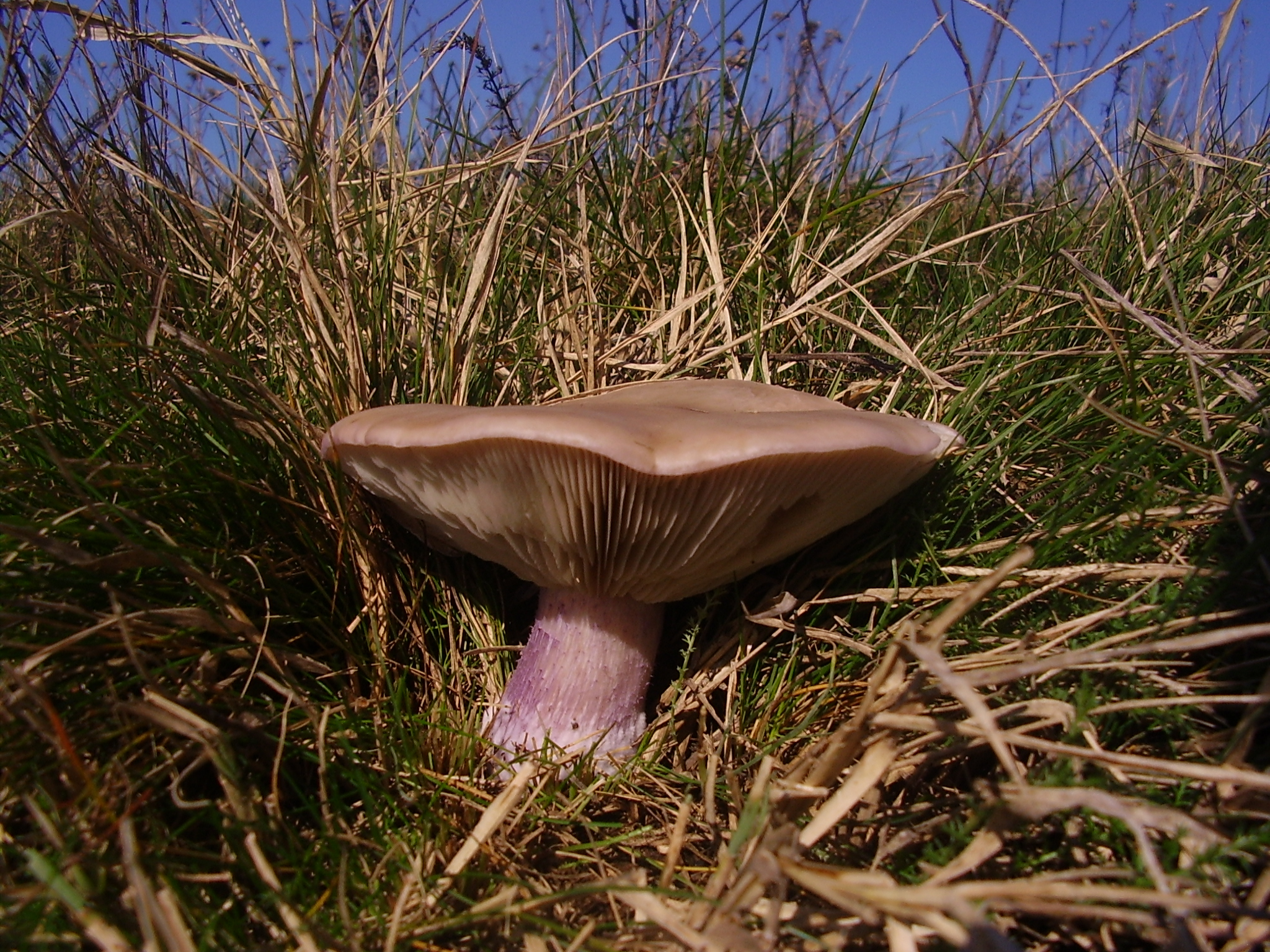
Lepista saeva.

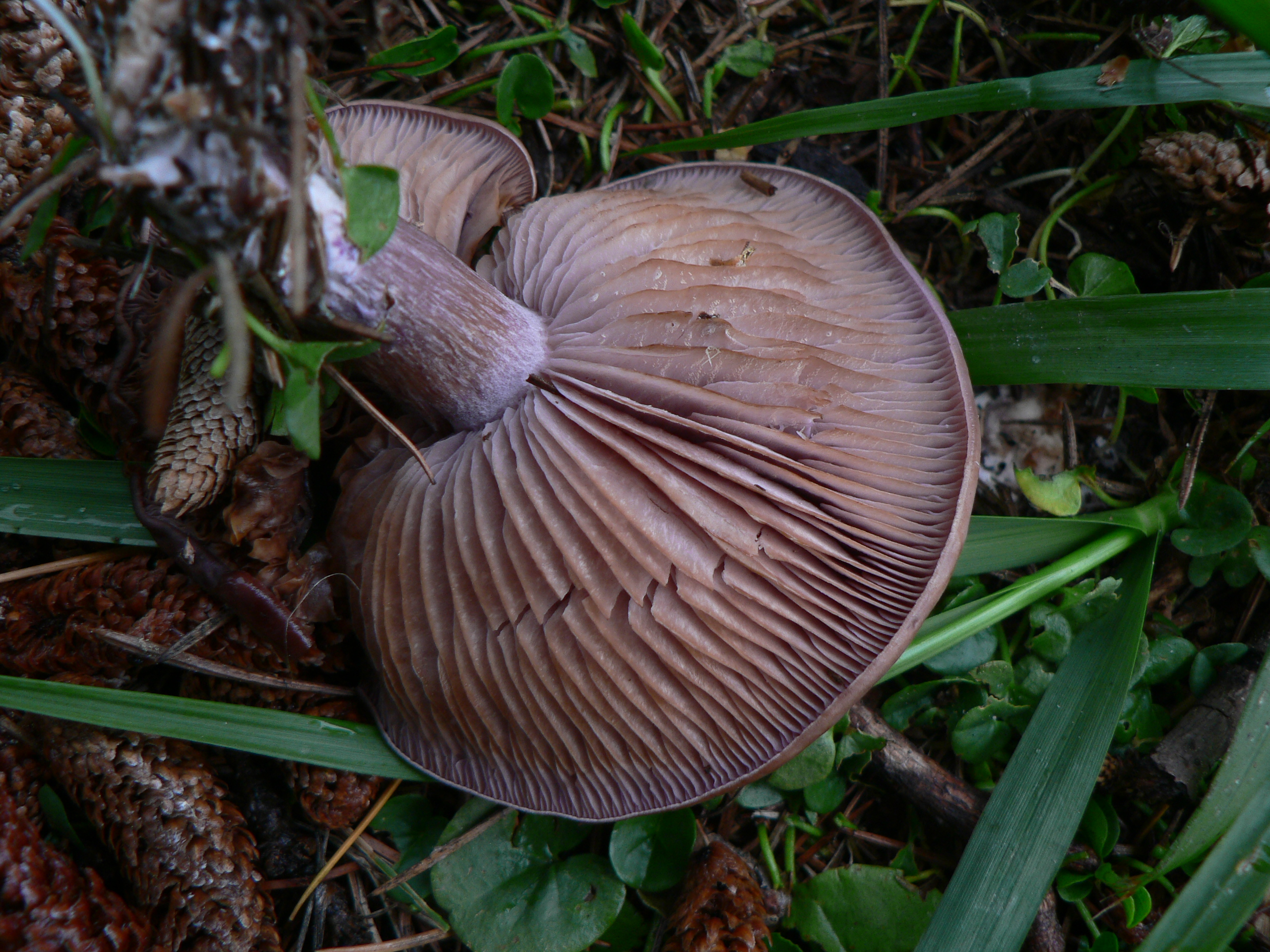
Lepista sordida.

Les lépistes (Lepista) forment un genre de champignons basidiomycètes de la tribu des Clitocybae dans la famille des Tricholomataceae. 
Ces champignons sont traditionnellement rattachés aux tricholomes, ou aux clitocybes, ce que la phylogénétique démontre actuellement ou encore à l'ancien genre Rhodopaxillus.
Leur nom latin lepista signifie aiguière, vase conchiforme, broc, du grec lakkos (à creux) faisant référence au chapeau déprimé au centre comme chez Lepista inversa, bien que la plupart des espèces soient nues et rarement ou peu déprimées. Une autre origine signifierait pelé, non écailleux par rapport à la cuticule lisse : l'un d'eux est d'ailleurs qualifié de nuda (nu) comme Lepista nuda.
Leurs principales caractéristiques sont un profil tricholomato-clitocyboïde, des lames séparables de la chair du chapeau, serrées et des spores en masse, rosées ou jaunes.

## Taxinomie et Systématique du genre Lepista
La définition du genre Lepista  a fait l'objet d'une controverse alimentée d'abord par son espèce-type, Paxillus lepista Fr., puis par sa délimitation avec les genres Tricholoma (Fr.) Staude et Clitocybe (Fr. : Fr.) Staude. 
Singer (1962a), suivi par Harmaja (1969), Kühner (1980) et les auteurs contemporains, propose d'isoler le genre Lepista par l'ornementation sporale verruqueuse chez les espèces typiques, et par la cyanophilie de la paroi sporale, caractère partagé par divers Clitocybes (Singer, 1972 ; Harmaja, 1974). La présence d'espèces marginales aux caractères sporaux mal tranchés (Lepista irina (Fr.) Bigelow, Clitocybe nebularis (Batsch : Fr.) Kummer, C. martiorum J. Favre, etc.) a conduit plusieurs auteurs à rediscuter les limites entre Clitocybe et Lepista.
Bigelow (1965), après avoir adopté le genre Lepista, fait marche arrière (Bigelow & Smith, 1969) et propose de le réduire à une section du genre Clitocybe, baptisée sect. Verruculosae Bigelow & Smith 1969 : 148. La nouvelle définition de ce dernier, encore élargi l'année suivante aux Omphalina de la section Pyxidatae (Bigelow, 1970), n'est guère suivie. Harmaja (1974), cherche à exploiter de nouveaux caractères non observés par Bigelow pour justifier la séparation Clitocybe–Lepista.
—   cyanophilie de la paroi sporale ;
—   fréquence de spores collapsées sur l'hyménium ;
—   présence régulière de spores collées par tétrades.
D'après Harmaja (1974 : 83), la cyanophilie des spores, qu'elle soit nette ou à peine marquée, est caractéristique du genre Lepista. Par la suite (1976), il ajoute la cyanophilie et la carminophilie pariétale des basides comme caractéristiques des Lepista.
La première conséquence de ces redéfinitions successives est le transfert de Clitocybe nebularis dans le genre Lepista (1974). La suivante est celui de Clitocybe diatreta, C. odora, C. phyllophila et plusieurs autres clitocybes, considérés typiques, dans ce même genre (1976, 1978).
Le genre Neoclitocybe Singer (1962b : 55) se distingue du genre Clitocybe par des hyphes piléiques diverticulées et un pied greffé sur le substrat. Il regroupe des taxons tropicaux omphaloïdes d'affinités ambiguës, et deux espèces tempérées sans parenté directe : C. alnetorum J. Favre et C. amoenolens Malençon. Toutefois, le caractère des hyphes digitées se retrouve chez divers taxons appartenant aux sections Clitocybe, Gilvaoideae et Candicantes, ce qui rend peu cohérente la conception de Neoclitocybe Singer élargie aux espèces des régions tempérées (Singer 1975, 1986). 

## Classification phylogénétique du genreLepista
- - Agaricales,
    - Clade IV Marasmioïde
    - Infundibulicybe gibba MRCA
      - Infundibulicybe ssp.

    - Clade V Tricholomatoïde
      - Mycenaceae
        - Tricholomataceae
          - Clitocybae
            - Clitocybe nebularis
            - Clitocybe odora, Position probable
              - Lepista irina
              - Lepista ssp.
              - Lepista nuda, Position probable
                - Collybia tuberosa
                - Clitocybe rivulosa

          - Tricholomateae

        - Entolomataceae
        - Lyophyllaceae

### Liste des espèces du genreLepista
- Lepista caespitosa
- Lepista densifolia
- Lepista diemii
- Lepista fibrosissima
- Lepista flaccida
- Lepista gilva
- Lepista glaucocana, la Lépiste gris glauque
- Lepista irina, la Lépiste à odeur d'iris
- Lepista luscina
- Lepista multiformis
- Lepista nuda, le Pied bleu ou Lépiste nue
- Lepista ovispora
- Lepista panaeolus
- Lepista personata, synonyme : Lepista saeva
- Lepista pseudoectypa
- Lepista ricekii
- Lepista rickenii
- Lepista saeva, le Pied violet
- Lepista sordida, la Lépiste sordide
- Lepista subaequalis

## Ancien taxon
Le clitocybe nébuleux, qui présente beaucoup de caractéristiques macroscopiques des Lepista, a un temps figuré dans cette liste avant de rapatrier le genre Clitocybe.